# Luise Max-Ehrler
Pour les articles homonymes, voir Ehrler.
Luisa Max-Ehrler, de son nom complet Luisa Max–Ehrlerová (10 août 1850 à Florence - 24 juillet 1920 à Aigen, aujourd'hui Salzbourg), est une artiste peintre allemande.

## Biographie
Luisa Ehrler est la fille du lieutenant-colonel (Oberstleutnant) Franz Ehrler von Erlenburg (1816–1876) et de sa femme Theresia Aumüller. Luisa Ehrler a un frère cadet, Guido.
La famille s'installe à Prague en 1864,. En 1866, Luisa commence ses études artistiques avec Emio Johann Lauffer, le directeur de l'Académie des Beaux-Arts de Prague.
Le 27 décembre 1877, elle épouse le peintre Heinrich Max à Prague. Elle continue ses études auprès du peintre Hans Makart à Vienne. Après la mort de son professeur, le couple s'installe définitivement à Munich, où ils vivent jusqu'à la mort de Heinrich. À Munich, elle poursuit son apprentissage auprès de son beau-frère Gabriel Max et du peintre Joseph Flüggen.
À la suite du décès de son époux en 1890, Luisa Max-Ehrler déménage à Aigen, un village de la banlieue de Salzbourg près de son frère Guido. Elle y vit jusqu'à sa mort.

## Œuvres
Son œuvre fut influencé par les peintures historiques de Hans Mackart ainsi que par les travaux de son mari Heinrich Max et de son beau-frère Gabriel.
Dans les années 1880 et 1890, la presse tchèque a accordé une attention fréquente aux travaux de Luisa Max-Ehrler, même après son déménagement à Munich. Par exemple, le journal illustré Zlatá Praha a publié des reproductions de ses peintures,. Elle soumet régulièrement ses peintures aux expositions annuelles organisés par l'association Krasoumná Jednota. Après 1900, cependant, les mentions de l'artiste et de ses œuvres disparaissent de la presse tchèque.
Le tableau Télégramme, acheté par Krasoumná jednota en 1895, appartient à la Galerie nationale de Prague.

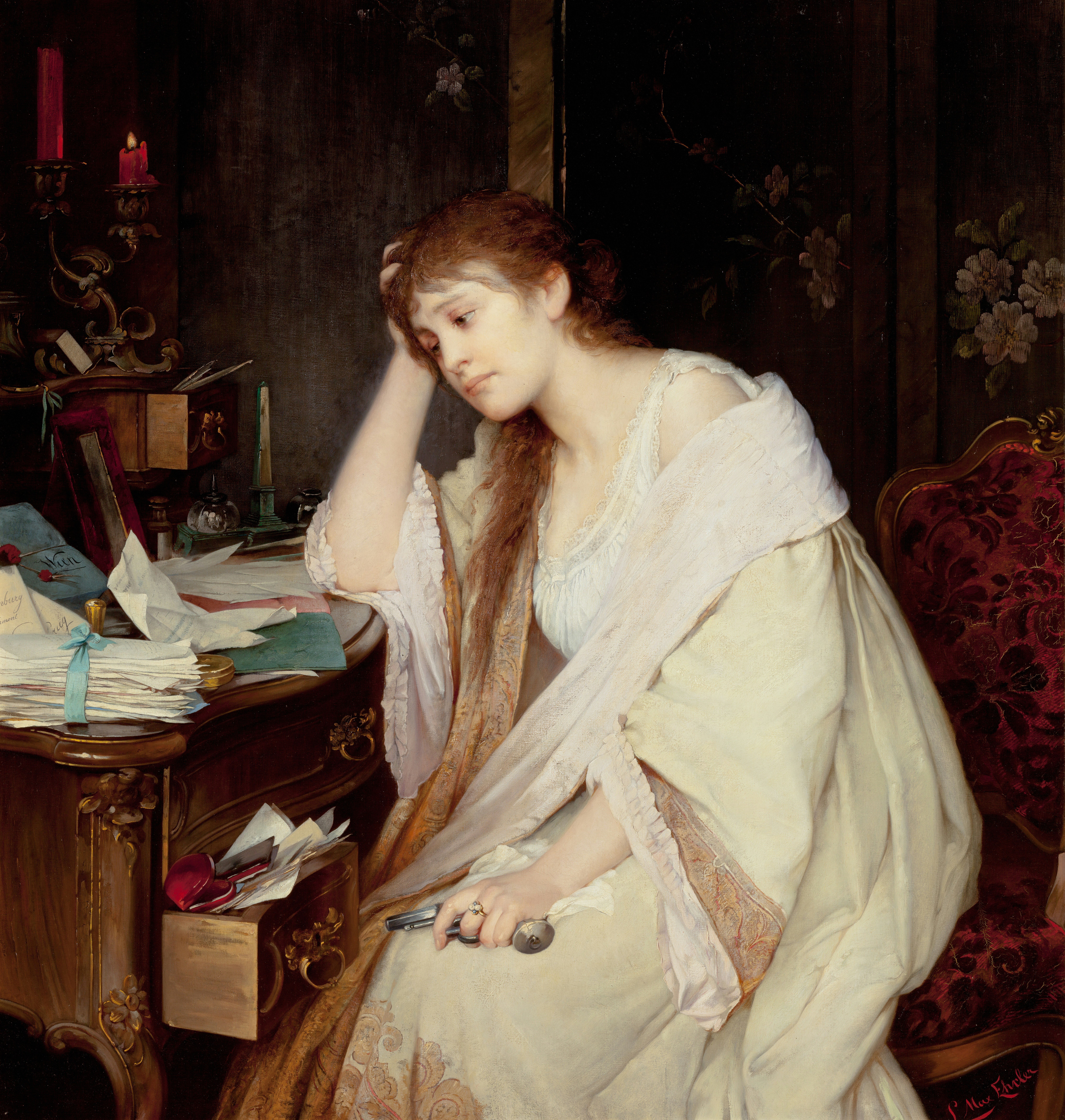
Le Télégramme, 1864, Galerie nationale de Prague.

## Sources
- (de)/(cs) Cet article est partiellement ou en totalité issu des articles intitulés en allemand « Luise Max-Ehrler » (voir la liste des auteurs) et en tchèque « Luisa Max-Ehrlerová » (voir la liste des auteurs)..